# Théodore Sindikubwabo
Théodore Sindikubwabo (* 1928 in Butare; † vermutlich 1998) war ein ruandischer Kinderarzt und Politiker. Sindikubwabo diente im Sommer 1994 nach dem Tod von Juvénal Habyarimana als Interimspräsident des Landes.
Sindikubwabo war zuerst Präsident der Nationalversammlung gewesen. Am Abend des 8. April 1994, zwei Tage nachdem Präsident Juvénal Habyarimana beim Abschuss des Präsidentenflugzeuges ermordet wurde, erklärte er sich in einer Radioansprache zu dessen Nachfolger. Einen Tag später wurde er als Präsident vereidigt.
In Sindikubwabos Amtszeit erreichten die Auseinandersetzungen zwischen den Hutu und den Tutsi einen blutigen Höhepunkt. Beim Völkermord in Ruanda fanden binnen 100 Tagen etwa 800.000 Menschen den Tod. Am 19. Juli 1994 übergab Sindikubwabo das Amt an Pasteur Bizimungu.

## Verfahren wegen Völkermord gegen Dritte
Beim Freispruch von zwei Ministern des provisorischen Kabinetts im Februar 2013 durch den Internationalen Strafgerichtshof für Ruanda in Arusha spielte Sindikubwabo auch nach seinem Tod eine juristisch entscheidende Rolle. Am 17. April 1994 wurde auf einer von ihm geleiteten Kabinettssitzung die Entlassung des Präfektes der zweitgrößten südlichen Stadt Butare beschlossen. Der Präfekt, ein Hutu, hatte sich geweigert Massaker anzuordnen und wurde daraufhin durch die Frauen- und Familienministerin Pauline Nyiramasuhuko ersetzt die ebenfalls aus Butare kam. Am 19. April hielt Sindikubwabo eine Rede, in der er die Entlassung öffentlich verkündete und gleichzeitig zur Fortsetzung der Massaker aufrief. Der Präfekt wurde vermutlich ermordet. Damit begann auch in Butare der Völkermord.
Die in zweiter Instanz Freigesprochenen waren bei beiden Ereignissen anwesend gewesen. In erster Instanz waren der ehemalige Handelsminister Justin Mugenzi und der ehemalige Minister für den Öffentlichen Dienst, Prosper Mugiraneza, am 30. September 2011 wegen Verschwörung zum Völkermord verurteilt worden. Zwei weitere Minister, der ehemalige Außenminister Casimir Bizimungu und der ehemalige Gesundheitsminister Jérôme Bicamumpaka, waren aus Mangel an Beweisen freigesprochen worden.
Die zweite Instanz meinte 2013, für die Präfekten-Entlassung hätte es auch „politische und administrative Gründe“ geben können. Es sei nicht erwiesen, dass die Entlassung des Präfekten von Butare mit dem Ziel vorgenommen wurde, auch dort dem Völkermord freie Bahn zu schaffen. Die beiden jetzt freigesprochenen Minister hätten vorher nicht wissen können, was Sindikubwabo bei beiden Anlässen sagen würde.